# رنجبر و رنج‌بین
رنجبر و رنج‌بین (به انگلیسی: The Sufferer & the Witness) چهارمین آلبوم استودیویی گروه رایز اگنست است که در ۴ ژوئیه ۲۰۰۶ منتشر شد. این دومین انتشار گروه با برچسب "گفن رکوردز" بود.

## فهرست ترانه‌ها
۱- تالار فشنگ
۲- تزریق
۳- آماده بسوی سقوط
۴- خشت‌ها
۵- زیر چاقو
۶- دعای پناهنده
۷- آدم‌آهنی‌ها
۸- منحنی نزدیک‌شونده
۹- ارزش دارد برایش بمیری
۱۰- پشت درهای بسته شده
۱۱- کنار جاده
۱۲- نیکی ناتمام‌مانده
۱۳- زنده بمان
۱- Chamber The Cartridge
۲- Injection
۳- Ready To Fall
۴- Bricks
۵- Under The Knife
۶- Prayer Of The Refugee
۷- Drones
۸- The Approaching Curve
۹- Worth Dying For
۱۰- Behind Closed Doors
۱۱- Roadside
۱۲- The Good Left Undone
۱۳- Survive

## پدیدآورندگان
- تیم مک ایلریف – آواز، ریتم گیتار
- جو پرینسیپی – گیتار بیس، هم‌آوازی
- ژاک بلیر – گیتار لید، هم‌آوازی
- برندون بارنز – درام، پرکاشن
- چاد پرایس – همخوانی
- امیلی چامبرا – همخوانی
- اندرو برلین، کریستوفر جک، جانی شاو – صداهای اضافه
- جیسون لیورمور، *بیل استیونسون – تهیه‌کننده
- کریس لوردالج – میکس
- تد ینسن – مدیر ضبط